# Гаус (одиниця вимірювання)
Га́ус, ґа́ус, (рос. гаусс, англ. gauss, нім. Gauß) — Ґс, Gs, одиниця магнітної індукції в СГС (симетричній або Гаусовій) і СГСМ системах одиниць.
1 Гс = 10−4 вебера на 1 м² або 1 Ґс = 10−4 T.
Одиниця названа на честь німецького фізика і математика Карла-Фрідріха Гаусса.
Один Гаус може виражатися через основні одиниці вимірювання в системі СГС так:
1 Гс = 1 г1/2 · см−1/2 · с−1.
1 Гс = 100 мкТл
1 Тл = 10 кГс

## Виноски
1. ↑  Електромагнітні гаусові величини та SI «відповідають» (символ «≘»), а не «дорівнюють» (символ «=»)
2. ↑  cСГС = 2,99792458·1010 — це числова частина швидкості світла, виражена в одиницях СГС